# Xiróvrysi
Xiróvrysi är en ort i Grekland.   Den ligger i prefekturen Nomós Kilkís och regionen Mellersta Makedonien, i den norra delen av landet, 300 km norr om huvudstaden Aten. Xiróvrysi ligger 214 meter över havet och antalet invånare är 134.
Terrängen runt Xiróvrysi är platt österut, men västerut är den kuperad. Runt Xiróvrysi är det ganska tätbefolkat, med 70 invånare per kvadratkilometer. Närmaste större samhälle är Kilkis, 4,8 km söder om Xiróvrysi. Trakten runt Xiróvrysi består till största delen av jordbruksmark.